# Andén 1
Andén 1 es una asociación de amigos del Metro de Madrid fundada el 17 de septiembre de 2006 por un grupo de aficionados al ferrocarril.
La asociación fomenta el uso del transporte público, en especial del Metro de Madrid, y promueve el conocimiento de su historia y evolución, en lo que están interesados sus socios y simpatizantes.

## Historia
Los inicios de la asociación se remontan al 25 de marzo del mismo año, en el que un grupo de aficionados miembros de un foro ferroviario de Internet, Tranvía Portal, decidieron crear un club de aficionados para poder compartir historias y defender este medio de transporte, a imagen y semejanza de una asociación similar del Metro de París. Para ello crearon una web provisional en un alojamiento gratuito y empezaron a construir el proyecto. Su primera reunión se produjo en el acceso a la estación de Callao en la calle Jacometrezo el 19 de agosto.
Tras haber intentado contactar con Metro de Madrid, S.A. y llevar casi 200 usuarios registrados en su web, el 17 de septiembre se crean los Estatutos y el Acta Fundacional de la asociación por los que serán los 18 socios fundadores. Tras esto, el 6 de octubre se inician los trámites en la Delegación de Hacienda y en el Registro de Asociaciones de Madrid.
El 2 de diciembre se celebró la primera asamblea general, ya con 22 socios, y en ella quedó elegida la junta directiva. Días más tarde su web pasó de los 300 usuarios registrados.
Actualmente, Andén 1 tiene ya 80 socios y en su espacio participativo en internet, ahora compartido con la Asociación de Amigos de la EMT y del Autobús, hay registrados casi 2000 usuarios.

## Propósitos
La asociación tiene dos metas principales:
- La realización de actividades para los socios
- La divulgación de la historia y el patrimonio de Metro de Madrid.

En cuanto a la primera, han realizado visitas al Museo del Ferrocarril de Arganda, cocheras de la EMT o al Puesto de Mando del Metro, y han estado presentes en todas las inauguraciones correspondientes a la ampliación 2003-2007 del Metro de Madrid. Respecto a la divulgación, cuentan con un valiosísimo fondo que contiene planos, recortes de prensa, fotografías e incluso material preservado, donado por socios y otros como, por ejemplo, el Consorcio Regional de Transportes o Patrimonio de Metro.
Igualmente, Andén 1 tiene entre sus objetivos fomentar el uso del transporte público en general y el del metro en particular, como pieza clave de la movilidad en la ciudad y su área metropolitana.
Andén 1 tiene también como propósito enviar propuestas a Metro y al Consorcio para mejorar el funcionamiento de la red.

## Plano RFi
Andén 1 ha realizado, en colaboración con el diseñador José Juan Navalón, un plano ferroviario integrado de la Comunidad de Madrid (Plano RFi), cuya iniciativa surgió tras la aparición del nuevo y polémico plano de Metro de Madrid. Este plano incluye tanto las líneas de Metro de Madrid como las de Metro Ligero y Cercanías Madrid, e incluso el Tranvía de Parla.
La primera edición de este plano, cuyo diseño ha sido cuidado hasta el más mínimo detalle, fue lanzada en septiembre de 2007, repartiéndose en papel en diversos establecimientos y entre los socios de Andén 1. Ha sido, y es, una gran alternativa a los planos oficiales. 
Desde 2008 se hace una versión del plano RFi sólo con las estaciones de la ciudad de Madrid (RFi/Capital), cuya última versión, la cuarta, data de junio de 2009.
La última edición del Plano RFi/Comunidad es la duodécima, que se ha publicado en junio de 2009 a la par que la versión RFi/Capital. 
Ambos planos cuentan con información actualizada sobre la red ferroviaria (el corte reciente en la Línea 6 de Metro) y sus actuales y futuras ampliaciones (como la ampliación de la línea 2 de Metro al barrio madrileño de Las Rosas).
Los planos RFi/Comunidad y RFi/Capital, tanto los actuales como los anteriores, pueden descargarse en formato PDF o en los establecimientos colaboradores, cuya lista también se incluye en la web de Andén 1.

## Apariciones en los medios
Durante su año y medio de vida no han sido escasas sus apariciones en prensa, radio y televisión, destacando artículos en diarios gratuitos como 20 minutos o Metro, diarios nacionales como El País o El Mundo e intervenciones en programas de televisión como Locos por Madrid de Onda 6 o Madrid 7 Días de Telemadrid. Especial repercusión tuvo la salida del nuevo plano de la Red, diseñado por Rafael Sañudo, al que la asociación dio un 'no' tajante, apareciendo en numerosos medios argumentando su posición.

## Enlaces
- Portal de la asociación Andén 1
- Espacio participativo de la asociación, incluye foros y galería multimedia
- Plano RFI: Puntos de reparto y descarga en PDF
- Elmundo.es: Andén 1 rechaza el nuevo plano
- Artículo dedicado en el suplemento M2 de El Mundo
- Intervención en El País sobre el nuevo plano
- Intervención en Madrid 7 días (Telemadrid)

- Datos: Q5676351